# Филипин
Филипин (англ. filipin) — противогрибковое соединение полиенового ряда. Впервые был выделен компанией Upjohn в 1955 году из неизвестного ранее актиномицета Streptomyces filipinensis, обнаруженного в почве на Филиппинах, что и обусловило его название.

## Механизм действия
Многие полиеновые макролиды обладают противогрибковыми свойствами. Однако, большинство из них слишком токсичны для терапевтического использования за исключением амфотерицина B и нистатина A1. Филипин обладает мембрано-разрушающими свойствами. Филипин специфично связывает холестерин и благодаря тому, что филипин является также флуоресцирующим веществом, он широко применяется в гистологии для окрашивания холестерина. В частности окрашивание филипином используется для исследования и диагностики болезни Нимана-Пика типа C.
Филипин также используется в клеточной биологии как ингибитор рафт/кавеола-зависимого эндоцитоза (при концентрации 3 мкг/мл).

## Типы
Природный филипин представляет собой смесь 4 компонентов: филипин I (4 %), II (25 %), III (53 %) и IV (18 %). Филипин III является основным компонентом. Филипин I содержит на две гидроксильные группы меньше, чем филипин III и, видимо, сам по себе является смесью. Масс-спектрометрический анализ филипина II показал, что это — 1'-дезокси-филипин III. Филипин IV — это изомер филипина III. Это, видимо, эпимер филипина III либо в положении C1' либо по C3.